# Joo Min-jin
Joo Min-jin (kor. 주민진; * 1. August 1983 in Seoul) ist eine südkoreanische Shorttrackerin.

## Karriere
Joo gewann bei den Juniorenweltmeisterschaften 1998 in St. Louis und 1999 in Montreal im Mehrkampf
Gold. Bei den Weltmeisterschaften 2000 in Sheffield gewann sie Silber mit der Staffel und Bronze über 1000 und 1500 m. Mit dem Team konnte sie im selben Jahr in Den Haag Silber gewinnen. Mit dem Team gewann sie bei den Weltmeisterschaften im Folgejahr wieder Silber. 2002 konnte sie bei den Weltmeisterschaften in Montreal mit der Staffel Gold gewinnen und mit dem Team in Milwaukee ebenfalls. Zudem gewann sie 2002 bei den Olympischen Winterspielen 2002 in Salt Lake City mit der Staffel Gold. Choi gewann bei der Winter-Asienspielen 2003 in Aomori eine Goldmedaillen mit der Staffel.
Nach ihrer aktiven Laufbahn wurde Joo ShorttrackTrainer.

## Laufbahn als Trainer
- Saison 2008/2009, 2010/2011: trainierte sie die südkoreanische Nationalmannschaft. Joo war Nationaltrainer der südkoreanische Shorttrack-Nationalmannschaft bei den Winter-Asienspielen 2011.[6][7][3]

## Ehrungen
- 2008: Medaille „Blue Dragon“ der Republik Korea[8]